# 繪島潟灘右エ門
繪島潟 灘右エ門（えしまがた なだえもん、生年不明 - 1781年10月4日〈天明元年8月17日〉）は、江戸時代の元力士。所属部屋は不明。
本名は井内とのみ伝わる。身長206cm，体重180kgと巨漢だった。出身地は現在の徳島県阿波市(旧・阿波国阿波郡)。
最高位は東大関。
初め大坂相撲で堂ノ海浪右衛門と名乗り、1777年7月場所に西関脇で登場した。同年8月の京都相撲でも西前頭上段筆頭に出た。
1778年3月初土俵（大関。但し全休していることや江戸時代にしては並外れた体格だったことから、看板大関としての出場だった可能性が高い）。翌1778年11月前頭筆頭に落ちて相撲を取るも、2勝7敗1休と散々な成績しか残せず、1779年以降は二段目生活だった。二段目でも通算2勝（13敗。但し記録が散佚しているので、詳細なことは不明）しか挙げることが出来なかった。その後江戸相撲を脱退して大坂相撲へと移るが、大坂相撲の1781年7月場所を限りに、同年8月17日現役のまま死去。生年は不明だが、初土俵から推算すると10代後半～20代の短い生涯だった。

## 場所別成績（江戸）
- 番付在位場所数：6場所
- 通算成績：4勝20敗11休
- 幕内在位：2場所（うち1場所は看板大関〈全休〉としての登場）
- 幕内成績：2勝7敗11休

| 1778年 | 東大関 0–0–10   | 東前頭筆頭 2–7–1 |
| 1779年 | 東幕下4枚目 0–0 | 東幕下7枚目 1–8  |
| 1780年 | 東幕下7枚目 1–5 | 東幕下4枚目 0–0  |
| 各欄の数字は、「勝ち-負け-休場」を示す。 優勝 引退 休場 十両 幕下 三賞：敢=敢闘賞、殊=殊勲賞、技=技能賞 その他：★=金星 番付階級：幕内 - 十両 - 幕下 - 三段目 - 序二段 - 序ノ口 幕内序列：横綱 - 大関 - 関脇 - 小結 - 前頭（「#数字」は各位内の序列） |                 |                  |

- この成績表でテンプレートの仕様上「幕下」となっている部分は、番付表の上から二段目であるため、「二段目」と呼ぶ方が正確である。当時は段ごとに力士の地位を待遇差で区別する発想がまだ確立しておらず、二段目以下でも番付表で「前頭」（「同」表記でない）と書かれている部分までは「幕内格」と見るべきだという説がある。